# Sarıyer Belediyesi (volley-ball féminin)
Sarıyer Belediyesi est un club turc de volley-ball fondé en 1990 et basé à İstanbul qui évolue pour la saison 2020-2021 en Misli.com Sultanlar Ligi.

## Historique
Sarıyer Belediyesi Spor Kulübü est créée en 1990.

## Effectifs

### Saison 2020-2021
| No                                                                            | Nom                                                                           | Date de naissance                                                             | Taille                         | Poids                          | Poste                          |
| ----------------------------------------------------------------------------- | ----------------------------------------------------------------------------- | ----------------------------------------------------------------------------- | ------------------------------ | ------------------------------ | ------------------------------ |
| 1                                                                             | Çerağ Düzeltir                                                                | 15 avril 1996                                                                 | 168                            | 67                             | Libero                         |
| 2                                                                             | Mısra Aşçı                                                                    | 26 janvier 1998                                                               | 178                            | 65                             | Passeuse                       |
| 3                                                                             | Şeyma Nur Akbulut                                                             | 25 mars 1995                                                                  | 185                            |                                | Centrale                       |
| 4                                                                             | Ecenur Aksoy                                                                  | 5 décembre 1997                                                               | 187                            |                                | Centrale                       |
| 5                                                                             | Sinem Bayazıt                                                                 | 14 janvier 1999                                                               | 164                            | 54                             | Libero                         |
| 6                                                                             | Ayşən Abduləzimova                                                            | 11 avril 1993                                                                 | 182                            | 68                             | Centrale                       |
| 7                                                                             | Dominika Strumilo                                                             | 26 décembre 1996                                                              | 187                            | 66                             | Réceptionneuse-attaquante      |
| 8                                                                             | Yaren Hatipoğlu                                                               | 23 février 1999                                                               | 182                            | 69                             | Réceptionneuse-attaquante      |
| 9                                                                             | Dilara Bilge                                                                  | 20 août 1990                                                                  | 191                            | 75                             | Attaquante                     |
| 10                                                                            | Çağla Rızvanoğlu                                                              | 18 juin 1998                                                                  | 186                            | 74                             | Attaquante                     |
| 11                                                                            | Miniriye Vatansever                                                           | 3 novembre 1985                                                               | 178                            | 66                             | Réceptionneuse-attaquante      |
| 12                                                                            | Nikalina Bashnakova                                                           | 29 mars 1998                                                                  | 190                            | 70                             | Réceptionneuse-attaquante      |
| 14                                                                            | Madison Rigdon                                                                | 3 décembre 1995                                                               | 185                            |                                | Réceptionneuse-attaquante      |
| 15                                                                            | İrem Çor                                                                      | 21 septembre 1996                                                             | 175                            |                                | Passeuse                       |
| 16                                                                            | İkbal Albayrak                                                                | 15 octobre 1991                                                               | 182                            | 62                             | Centrale                       |
|                                                                               |                                                                               |                                                                               |                                |                                |                                |
| Encadrement technique                                                         | Encadrement technique                                                         |                                                                               | Légende                        | Légende                        | Légende                        |
| Entraîneur : Gökhan Çokşen                                                    | Entraîneur : Gökhan Çokşen                                                    | Entraîneur : Gökhan Çokşen                                                    | : Capitaine                    | : Capitaine                    | : Capitaine                    |
| Entraîneur(s) adjoint(s) : Hasan Çelik Entraîneur(s) adjoint(s) : Engin Özbek | Entraîneur(s) adjoint(s) : Hasan Çelik Entraîneur(s) adjoint(s) : Engin Özbek | Entraîneur(s) adjoint(s) : Hasan Çelik Entraîneur(s) adjoint(s) : Engin Özbek | : Joueuse blessée actuellement | : Joueuse blessée actuellement | : Joueuse blessée actuellement |
| Manager général : Didem Ege                                                   |                                                                               |                                                                               |                                |                                |                                |